# Gamasiphis krieli
Gamasiphis krieli är en spindeldjursart som beskrevs av Driel, Loots och Wessel Marais 1977. Gamasiphis krieli ingår i släktet Gamasiphis och familjen Ologamasidae. Inga underarter finns listade i Catalogue of Life.